# Effen vliesworm
De effen vliesworm (Leptoplana tremellaris) is een platworm (Platyhelminthes). De worm is tweeslachtig. Het geslacht Leptoplana, waarin de platworm wordt geplaatst, wordt tot de familie Leptoplanidae gerekend. De wetenschappelijke naam van de soort werd in 1773 voor het eerst geldig gepubliceerd door Otto Friedrich Müller. De soort leeft in het zoute water.

## Beschrijving
De effen vliesworm heeft een effen witachtig, grijsachtig of grauwbruin, meestal enigszins transparant lichaam, vaak met een bruinachtige tint aan de achterkant. De lengte bedraagt 12 tot maximaal 25 millimeter. De cerebrale ogen zijn in twee langwerpige clusters met elk 20-25 kleine oogvlekjes, aan weerszijden van de cerebrale orgaan; er zijn 6-12 grotere tentaculaire oogvlekjes, die twee ronde clusters vormen. Er zijn geen tentakels aanwezig.

## Verspreiding
Deze soort heeft een zeer brede verspreiding dat zich uitstrekt van Groenland en de Witte Zee tot de Middellandse Zee en de Zwarte Zee. In het Nederlandse deltagebied is deze soort wijd verspreid in de Oosterschelde en in de Westerschelde tot Borssele.